# Кафенгауз, Бернгард Борисович
Бернга́рд (Бори́с) Бори́сович Кафенга́уз (1 (13) июля 1894, Проскуров, Подольская губерния — 27 июня 1969, Москва) — советский историк, доктор исторических наук. Брат экономиста Льва Кафенгауза.

## Биография
В 1913 поступил на историко-филологический факультет Московского университета (окончил в 1920). Специализировался по русской истории. Учителями его были М. М. Богословский, Ю. В. Готье, А. И. Яковлев. Был аспирантом Института истории РАНИОН, одновременно работал — экскурсоводом, воспитателем в детской колонии, статистиком.
С 1930 — старший научный сотрудник НИИ Наркомторга СССР, с 1936 — доцент, с 1948 — профессор исторического факультета МГУ.
В 1938 защитил кандидатскую диссертацию, посвящённую творчеству И. Т. Посошкова (в 1937 осуществил научную публикацию его сочинения «Книга о скудости и богатстве»). В 1946 защитил докторскую диссертацию о хозяйстве Демидовых, материал для которой был собран Кафенгаузом в уральских архивах во время войны.
Тематика научных исследований: социально-экономическая история России XVIII в., история общественной мысли, история Пскова, источниковедение. Б. Б. Кафенгауз принимал участие в подготовке ряда важных изданий по русской истории: «Очерки истории СССР», «Очерки истории исторической науки в СССР», «История Москвы», «Письма и бумаги Петра Великого».
Похоронен на Новодевичьем кладбище.

## Награды
- орден Трудового Красного Знамени (27.03.1954)

## Семья
- Жена — Тамара Андреевна урождённая Прудковская (1893—1969), училась во ВХУТЕМАСе, не окончила, младшая сестра художницы Надежды Удальцовой[4].
  - Сын — Юрий (1929—2008), художник-монументалист[5]
- Брат — Лев Борисович Кафенгауз (1885—1940) — экономист
- Сестра — Елизавета Борисовна Кафенгауз,  в 1911—1919 годах студентка Историко-философского факультета Московских высших женских курсов[4][6].
- Сестра — Софья Борисовна Кафенгауз (?—1940), жена экономиста Н. П. Огановского[7].
- Брат — Михаил Борисович Кафенгауз (1898—1976), инженер Химпроекта и доцент Московского электротехнического института[8].

## Основные труды
- Внешняя политика России при Петре I. М. : Госполитиздат, 1942. 86, [2] с.
- Северная война и Ништадтский мир (1700—1721). М.; Л. : Изд-во АН СССР, 1944. 80 с.
- О происхождении и составе Псковской судной грамоты // Исторические записки. 1946. Т. 18. С. 295—326.
- Петр I и его время. М. : Учпедгиз, 1948. 175 с.
- Кафенгауз Б. Б. История хозяйства Демидовых в XVIII—XIX вв.: Опыт исследования по истории Уральской металлургии / под ред. С. Г. Струмилина — М., Ленинград: Издательство Академии Наук СССР, 1949. — Т. 1. — 524 с. — 4000 экз.
- Посадники и боярский совет в древнем Пскове // Исторические записки. 1950. Т. 33. С. 173—202.
- И. Т. Посошков : Жизнь и деятельность. М.; Л. : Изд-во АН СССР, 1950. 191 с. (2-е изд. 1951)
- Восстание в Пскове в 1483—1486 гг. // Исторические записки. 1955. Т. 50. С. 297—308.
- Россия при Петре Первом. М. : Учпедгиз, 1955. 176 с.
- Очерки внутреннего рынка России первой половины XVIII века : (По материалам внутренних таможен). М. : Изд-во АН СССР, 1958. 355 с.
- Таможенные книги XVIII века // Археографический ежегодник за 1957 год. М., 1958. С. 127—137.
- Пушкин о Петре I // История СССР. 1961. № 3.
- Герои Отечественной войны 1812 года. М. : Просвещение, 1966. 130 с. В соавторстве с Г. А. Новицким.
- Древний Псков : Очерки по истории феодальной республики. М. : Наука, 1969. 135 с.